# NVPI
NVPI (Nederlandse Vereniging van Producenten en Importeurs van beeld- en geluidsdragers; с нидерл. — «Нидерландская ассоциация производителей и импортеров видео- и аудионосителей») — нидерландская ассоциация, представляющая интересы большинства нидерландских музыкальных компаний и издателей аудиовизуального контента на физических носителях и в Интернете.
Целью NVPI является продвижение, защита и укрепление общих интересов нидерландцев-производителей и импортеров и лиц, ответственных за музыку и кино, включая содействие надлежащей правовой защите интересов своих членов.

## История
NVPI основана в 1973 году как представитель звукозаписывающих компаний в Нидерландах. В 1983 году в ассоциацию были включены дистрибьюторы видеоконтента, а в 1996 году — производители развлекательного программного обеспечения. В каждом подразделении есть свой совет директоров. Эти три подразделения образуют федерацию. NVPI представляет как крупных, так и мелких независимых производителей. Структура (правления) гарантирует влияние каждой включенной компании.
NVPI представляет (если посмотреть на общий объем торговли) примерно 85 % компаний звукозаписи, 80 % компаний по производству видеофильмов и 50 % развлекательного программного обеспечения. NVPI входит в международную организацию IFPI (Международная федерация производителей фонограмм), IVF (Международная федерация видео) и ISFE (Европейская федерация интерактивного программного обеспечения).

## Сертификации
NVPI выдает сертификации альбомам, синглам, видеоиграм и DVD (как музыкальным, так и фильмам). Сертификация музыкальных произведений началась в 1978 году. Различные подсчёты при продажах используются для музыкальных альбомов в различных жанрах. На протяжении многих лет использовались следующие уровни сертификаций:

### Альбомы
| Сертификация | С 1 января 1978 | С 1 января 2000 | С 1 января 2006 | С 1 января 2008 | С 1 июня 2009 | С 1 июля 2014 |
| ------------ | --------------- | --------------- | --------------- | --------------- | ------------- | ------------- |
| Золотой      | 50 000          | 40 000          | 35 000          | 30 000          | 25 000        | 20 000        |
| Платиновый   | 100 000         | 80 000          | 70 000          | 60 000          | 50 000        | 40 000        |

| Сертификация | С 1 января 1978 | С 1 января 2008 |
| ------------ | --------------- | --------------- |
| Золотой      | 15 000          | 10 000          |
| Платиновый   | 25 000          | 20 000          |

### Синглы
| Сертификация | С 1 января 1978 | С 1 января 1984 | С 1 января 1992 | С 1 января 2000 | С 1 января 2008 | С 1 июня 2009 | С 1 июля 2014 | С 1 апреля 2016 | С 1 января 2018 |
| ------------ | --------------- | --------------- | --------------- | --------------- | --------------- | ------------- | ------------- | --------------- | --------------- |
| Золотой      | 100 000         | 75 000          | 50 000          | 40 000          | 25 000          | 10 000        | 15 000        | 20 000          | 40 000          |
| Платиновый   | 150 000         | 100 000         | 75 000          | 60 000          | 50 000          | 20 000        | 30 000        | 40 000          | 80 000          |

### DVD
| Сертификации | С 1 января 2006 | С 1 января 2008 | С 1 июня 2009 | Since October 1, 2015 |
| ------------ | --------------- | --------------- | ------------- | --------------------- |
| Золотой      | 40 000          | 30 000          | 25 000        | 7 500                 |
| Платиновый   | 80 000          | 60 000          | 50 000        | 15 000                |

### Программное обеспечение и игры
Сертификации играм присваиваются для каждого носителя в отдельности (PlayStation/Xbox/GameCube/Nintendo/PC).
| Сертификация | Игры   | Прочее |
| ------------ | ------ | ------ |
| Золотой      | 40 000 | 7 500  |
| Платиновый   | 80 000 | 15 000 |

## Музыкальные хит-парады
NVPI работает с двумя различными организациями по составлению хит-парадов в Нидерландах. Это Dutch Top 40 (еженедельный чарт синглов) и MegaCharts (еженедельные чарты Album Top 100, Single Top 100, Music DVD Top 30 и другие).